# SpongeBob SquarePants: Battle for Bikini Bottom
SpongeBob SquarePants: Battle for Bikini Bottom é um jogo eletrônico publicado pela THQ em 2003. Baseado na série animada de mesmo nome, o jogo foi desenvolvido por Heavy Iron Studios, AWE Games e Vicarious Visions, sendo lançado para os consoles PlayStation 2, Xbox e Nintendo GameCube, além de versões separadas para Microsoft Windows e Game Boy Advance.
Todas as versões do jogo apresentam um enredo original, no qual o jogador tenta defender a cidade Bikini Bottom de uma invasão de robôs criados por Plankton. O jogo foi lançado em 31 de outubro de 2003, na América do Norte e na Europa em 28 de novembro de 2003.
SpongeBob SquarePants: Battle for Bikini Bottom recebeu críticas mistas e avaliações medianas, sendo incluído nas listas "Os 50 Melhores Jogos Portáteis do Século" e "Os 100 Melhores Jogos do Século XXI" da revista Edge e conquistando a categoria "jogo eletrônico favorito" no Kids' Choice Award de 2004.

## Jogabilidade
A jogabilidade central é baseada em plataforma 3D, exigindo que os jogadores colecionem três tipos principais de itens. Os objetos brilhantes, encontrados em abundância, são as moedas do jogo e podem ser usadas para pagar pedágios dentro dos estágios ou comprar espátulas douradas. Essas espátulas concedem acesso a novos estágios, elas ficam escondidas durante todo o jogo e também podem ser obtidas ao completar tarefas definidas por outros personagens do desenho animado. Por fim, as meias do Patrick estão espalhadas pelo jogo, o jogador obtém uma espátula dourada por dez meias coletadas.
Além de SpongeBob, Patrick e Sandy são os demais personagens jogáveis: embora existe estágios livres, muitos necessitam de um personagem específico para serem concluídos. O jogador pode realizar as trocas de personagens em pontos de ônibus espalhados pelo jogo. Cada um possui habilidades distintas, SpongeBob tem um movimento especial em que ele gira soprando bolhas de sabão, ele também apresenta o salto duplo. Patrick, por sua vez, pode agarrar e arremessar inimigos, ele também pode congelar vias de difíceis navegação, transformando-as em percursos fáceis. Por fim, Sandy possui um laço que pode ser usado para amarrar inimigos, balançar e atravessar lacunas.

## História
Como parte de um de seus esquemas para conquistar o mundo, Plankton cria uma legião de robôs. No entanto, por causa de um contratempo técnico, eles não estão obedecendo suas ordens - ao invés disso, eles estão destruindo a cidade. Conforme a necessidade, Plankton recruta SpongeBob, Patrick e Sandy para lutar pela cidade.

## Elenco[a]
- Tom Kenny como Bob Esponja Calça Quadrada, Gary Caracol e o Narrador Francês
- Bill Fagerbakke como Patrick Estrela e Patrick Robô
- Carolyn Lawrence como Sandy Bochechas e Mermalair Computer
- Rodger Bumpass como Lula Molusco
- Joe Whyte como Mr. Siriguejo e Homem-Sereia[b]
- Mary Jo Catlett como Sra. Puff
- Sr. Lawrence como Plankton, Larry, a lagosta, anunciador de peixes, Camarão e Robô Plankton
- Brad Abrell como Amigo Bolha
- Tim Conway como Barnacle Boy
- John O'Hurley como Rei Netuno
- Brian Doyle-Murray como Holandês Voador

## Recepção
As versões para console doméstico do título receberam críticas mistas e avaliações medianas, de acordo com o Metacritic. Battle for Bikini Bottom obteve uma pontuação de 4,5 numa escala até 5 da Official U.S. PlayStation Magazine.[carece de fontes?] Na GMR, obteve nota oito, sendo classificado como "notavelmente divertido". A N-Philes foi além e disse que o jogo era o melhor da "Nickelodeon de todos os tempos". O portal IGN classificou o jogo em 7,3 de 10, elogiando o som, estilo gráfico e jogabilidade, dizendo: "Enquanto é genérico coletar, pular e matar robôs, a variedade e a comicidade de SpongeBob mantêm as coisas frescas." Em uma crítica mais negativa, o jogo foi classificado em 50% pelo website 1UP.com, que disse: "Não é tão ruim quanto poderia ter sido, mas nada que você não pode obter em dezenas de outros jogos." A revista Computer and Video Games, por sua vez, criticou a "baixa resolução" dos gráficos.
Estima-se que o número de vendas da versão de Game Boy Advance foi de 710 mil cópias, enquanto que a versão para PlayStation 2 vendeu cerca de 880 mil. Em 2006, a revista Edge classificou a versão Game Boy Advance na trigésima quarta posição de sua lista de "Os 50 Melhores Jogos Portáteis do Século", enquanto a versão PlayStation 2 apareceu na sexagésima sétima posição da lista de "Os 100 Melhores Jogos do Século XXI," ambas organizadas pelo número de cópias vendidas. O título também ganhou inúmeros prêmios, incluindo a categoria "jogo eletrônico favorito" no Kids' Choice Award de 2004, e entrou no Player's Choice, Platinum Hits e Sony Greatest Hits da GameCube, Xbox e PlayStation 2, respectivamente.[carece de fontes?]

## Legado
Anos após o lançamento do jogo, ele se tornou um clássico cult, uma reavaliação positiva dos críticos contemporâneos e uma grande presença de speedruns, com a Heavy Iron Studios demonstrando interesse em um remake ou uma sequência, devido solicitações dos jogadores e fãs para um remake. O remake foi concedido quase duas décadas após o lançamento original do jogo, com o anúncio de Battle for Bikini Bottom - Rehydrated antes da E3 2019, mas com um desenvolvedor diferente do jogo original. O remake será desenvolvido pela Purple Lamp Studios e publicado pela THQ Nordic e contará com um novo modo multiplayer e conteúdo cortado do jogo original.